# Gabriel Theubet
Gabriel Theubet (* 12. September 1936 in Bure, heimatberechtigt in Fahy) ist ein Schweizer Politiker (CVP). Er vertrat den Kanton Jura 1987 bis Dezember 1995 Nationalrat.

## Biografie
Theubet wuchs in Lausanne auf, wo er auch den grössten Teil seiner Schulbildung erhielt. Von 1953 bis 1956 besuchte er das Lehrerseminar in Porrentruy, anschliessend unterrichtete er einige Jahre lang als Lehrer in Chevenez. Nach dreijähriger Studienzeit schloss er 1965 an der Universität Neuchâtel ein Wirtschaftsstudium ab. Nachdem er ab 1966 als Journalist bei der Zeitung Pays tätig gewesen war, kehrte er zum Lehrberuf zurück und unterrichtete von 1970 bis 1984 an der kaufmännischen Berufsschule in Porrentruy. Danach leitete er von 1984 bis 1993 die Finanzverwaltung des Kantons Jura.
1969 wurde Theubet in den Gemeinderat von Porrentruy gewählt. Seine Wahl zum Gemeindepräsidenten im Jahr 1972 war eine Überraschung, denn nach über hundert Jahren gelang es den Christdemokraten, die FDP aus diesem Amt zu verdrängen. Dieses Amt übte er bis 1984 aus. Parallel dazu war er bis 1976 Mitglied der verfassungsgebenden Versammlung des Jura. Von 1979 bis 1984 sass er im jurassischen Parlament. Theubet wurde 1987 in den Nationalrat gewählt und gehörte diesem bis zu seinem Rücktritt im Jahr 1995 an. In diesem war er unter anderem Vizepräsident der Finanzkommission sowie Mitglied der Kommission für Wirtschaft und Abgaben. Dabei beschäftigte er sich vor allem mit dem Bereichen öffentliche Finanzen, Sozialversicherungen, Landwirtschaft und Armee. Von 1999 bis 2002 war er ein zweites Mal Abgeordneter des Kantonsparlaments.
Theubet ist verheiratet und hat drei Kinder.